# Gergő Lovrencsics
Gergő Lovrencsics (Szolnok, 1 de septiembre de 1988) es un exfutbolista húngaro que jugaba de defensa.

## Selección nacional
Lovrencsics debutó con la selección de fútbol de Hungría el 6 de junio de 2013 en un amistoso frente a la selección de fútbol de Kuwait. Marcó su primer gol con el combinado magiar el 14 de noviembre de 2014 frente a la selección de fútbol de Finlandia.
Fue convocado con Hungría para la Eurocopa 2016 donde disputó un partido de fase de grupos frente a la selección de fútbol de Portugal, con un marcador final de 3-3.

### Participaciones en Eurocopas
| Copa          | Sede    | Resultado        | Partidos | Goles |
| ------------- | ------- | ---------------- | -------- | ----- |
| Eurocopa 2016 | Francia | Octavos de final | 2        | 0     |
| Eurocopa 2020 | Europa  | Primera fase     | 3        | 0     |

## Clubes
| Club                  | País    | Año       |
| --------------------- | ------- | --------- |
| Budafoki              | Hungría | 2007-2008 |
| Pécsi Mecsek          | Hungría | 2008-2011 |
| Lombard-Pápa          | Hungría | 2011-2013 |
| Lech Poznań (cedido)  | Polonia | 2012-2013 |
| Lech Poznań           | Polonia | 2013-2016 |
| Ferencváros TC        | Hungría | 2016-2021 |
| H. N. K. Hajduk Split | Croacia | 2021-2023 |
| N. K. Solin           | Croacia | 2023-2024 |

## Palmarés

### Títulos nacionales
| Título               | Club                  | País    | Año  |
| -------------------- | --------------------- | ------- | ---- |
| Ekstraklasa          | Lech Poznań           | Polonia | 2015 |
| Supercopa de Polonia | Lech Poznań           | Polonia | 2015 |
| Copa de Hungría      | Ferencváros TC        | Hungría | 2017 |
| Nemzeti Bajnokság I  | Ferencváros TC        | Hungría | 2019 |
| Nemzeti Bajnokság I  | Ferencváros TC        | Hungría | 2020 |
| Nemzeti Bajnokság I  | Ferencváros TC        | Hungría | 2021 |
| Copa de Croacia      | H. N. K. Hajduk Split | Croacia | 2022 |
| Copa de Croacia      | H. N. K. Hajduk Split | Croacia | 2023 |